# 棒地雷
棒地雷（ぼうじらい）とは第二次世界大戦時に日本軍が配備した地雷である。館山海軍砲術学校で作成された資料『陸戦兵器要目表』では全長1000mm、全高43mm、全幅83mm、楕円柱状の地雷で全重4.43kgとされる。炸薬は下瀬火薬2.8kgを使用した。信管は踏発式。戦車の肉薄攻撃、あるいは埋設して履帯切断に使用された。

## 構造
アメリカ軍の作成資料『Japanese Tank and Antitank Warfare』では棒地雷を調査し、内容を記載している。
棒地雷の弾体は、長方形の圧延鋼板を二つ折りとして楕円状に成形、長手方向に沿って継ぎ目を溶接している。この管の両端は取り外し可能な鋼製のキャップで覆われ、一個には安全ワイヤーを通すための穴、およびワイヤー端部をそこで固定するためのスプリングクリップが付属する。各キャップは一個のネジで弾体に固定される。炸薬は、ピクリン酸（下瀬火薬）を特別に成形した8等分のブロックで構成されている。この炸薬ブロックは弾体の横断面に合わせて円筒形状をしているが、弾体内部の信管と感圧板用のスペースを与えるため、一方の側は平坦にされている。各ブロックには直径1インチほどの半円形状のくぼみが設けられ、これにより2個のブロックのくぼみを合わせれば、間に1個の信管を置くことが可能になっている。こうしたペア4個により地雷の炸薬が構成される。

## 信管と作動
信管は、銅製の剪断ワイヤーを除けば耐錆鋼で作られ、黒色に仕上げられている。ストライカー構造とプライマー構造を完全に組立てた時、これは十字型をした、コンパクトで機械式作動をおこなう単一の信管である。信管本体は短いシリンダーで構成され、この内部にはリリースプランジャーが収容される。また反対側には2個のねじ穴が設けられている。一方の側にはストライカー収容部、ストライカー、ストライカースプリングなどから成るストライカー構造がねじ込まれている。もう一方の側の内部には、ホルダーにプライマーを収めたプライマー構造、そして雷管がねじ込まれている。ストライカー構造とプライマー構造は同じ大きさで、同様な外部仕上げがされているが、区別のため、プライマーホルダー底面には赤い塗料が塗られている。また起爆薬の代わりに、黄白色のプライマーに着火剤が直に押し込まれている。ストライカー・リリース・プランジャーは割ピンの様に成形されている。これは長さ38mm、厚みが7.6mmである。また直径25mmほどに頭部が大きくされ、平らになっている。リリースプランジャーには安全ワイヤーを通すための穴が貫かれており、さらに少し下、90度変わった位置には、銅製の剪断ワイヤーを通すための別の穴が開けてある。リリースプランジャーの下半分は縦方向に溝が切られている。プランジャー底部では開かれた溝の幅は2mmで、これは撃針を通すのに充分である。溝は内側終端では4.3mmほどに開かれており、ストライカー軸を通すのに充分である。 ストライカー自体は一体構造の鋼製ピストンで、下部に行くほど頭部から軸、さらに撃針と3つの異なった直径に変化する。
もし充分な圧力が弾体に加えられると、信管の感圧部分である頭部を押し下げて行く。銅製の剪断ワイヤーを断ち切り、さらにストライカー・リリース・プランジャーを押し下げていく。プランジャー内部の溝の拡張部分が下降していくと、ストライカー軸が開孔部分を通れるようになる。ストライカーがプランジャーから外れると、バネでストライカーが弾かれ、先端の撃針が雷管を叩き、点火剤、伝爆薬、それから主炸薬を爆発させる。地雷を解除するには、まず処理防止装置を解除しなければならない。それから端部のキャップを外し、信管が見えるようになるまで炸薬ブロックを注意深く外へスライドさせていく。それから安全ワイヤーの穴に釘を通す。この手順を地雷内部の全ての信管に繰り返す必要がある。

## 諸元
諸元(データは脚注による。) 
- 全長：91cm
- 横断面：楕円状、全高4.5cm、全幅8.5cm
- 弾体重量：2.1kg
- 炸薬重量：2.7kg
- 全重：4.8kg
- 炸薬ブロック寸法：11×8×3cm
- 作動荷重：152.4kg